# Humptulips
Humptulips és una concentració de població designada pel cens dels Estats Units a l'estat de Washington. Segons el cens del 2000 tenia 216 habitants.

## Demografia
Segons el cens del 2000, Humptulips tenia 216 habitants, 81 habitatges, i 60 famílies. La densitat de població era de 8,8 habitants per km².
Dels 81 habitatges en un 39,5% hi vivien nens de menys de 18 anys, en un 55,6% hi vivien parelles casades, en un 11,1% dones solteres, i en un 24,7% no eren unitats familiars. En el 16% dels habitatges hi vivien persones soles l'1,2% de les quals corresponia a persones de 65 anys o més que vivien soles. El nombre mitjà de persones vivint en cada habitatge era de 2,67 i el nombre mitjà de persones que vivien en cada família era de 2,87.
Per edats la població es repartia de la següent manera: un 27,8% tenia menys de 18 anys, un 6,5% entre 18 i 24, un 29,2% entre 25 i 44, un 30,1% de 45 a 60 i un 6,5% 65 anys o més.
L'edat mediana era de 37 anys. Per cada 100 dones de 18 o més anys hi havia 105,3 homes.
La renda mediana per habitatge era de 26.000 $ i la renda mediana per família de 22.188 $. Els homes tenien una renda mediana de 38.125 $ mentre que les dones 17.500 $. La renda per capita de la població era de 10.210 $. Aproximadament el 26,9% de les famílies i el 32,7% de la població estaven per davall del llindar de pobresa.

## Poblacions més properes
El següent diagrama mostra les poblacions més properes.